# The Brutalist
The Brutalist (traducida como El brutalista) es una película de drama histórico épico de 2024, dirigida y producida por Brady Corbet a partir de un guion que coescribió con Mona Fastvold. Es una coproducción internacional entre Estados Unidos, Reino Unido y Hungría, protagonizada por Adrien Brody como László Tóth, un arquitecto judío nacido en Austria que sobrevive al Holocausto y emigra a Estados Unidos, donde lucha por alcanzar el sueño americano hasta que un cliente rico cambia su vida. El reparto también incluye a Felicity Jones, Guy Pearce, Joe Alwyn, Raffey Cassidy, Stacy Martin, Emma Laird, Isaach de Bankolé y Alessandro Nivola. 
The Brutalist se estrenó en el 81.° Festival Internacional de Cine de Venecia el 1 de septiembre de 2024, donde Corbet recibió el León de Plata a la Mejor Dirección. Recibió elogios de la crítica y fue nombrada una de las diez mejores películas de 2024 por el American Film Institute. Recibió siete nominaciones y ganó tres premios en la 82.ª edición de los Globos de Oro, incluido el de Mejor Película Dramática. Se estrenó en Estados Unidos por A24 el 20 de diciembre de 2024, antes de estrenarse en el España el 24 de enero de 2025.

## Sinopsis
La película narra 30 años de la vida de László Tóth, un arquitecto judío nacido en Hungría que sobrevivió al Holocausto. Tras el final de la Segunda Guerra Mundial, emigra a los Estados Unidos junto a su mujer, Erzsébet, siguiendo el «sueño americano». En un principio, László afronta una época de pobreza y miseria, pero pronto consigue un contrato con un misterioso y adinerado cliente, Harrison Lee Van Buren, que cambia por completo el curso de su vida.

## Reparto
- Adrien Brody como László Tóth
- Felicity Jones como Erzsébet Tóth
- Guy Pearce como Harrison Lee Van Buren
- Joe Alwyn como Harry Lee Van Buren
- Stacy Martin como Maggie Van Buren
- Alessandro Nivola como Atila
- Isaach De Bankolé como Gordon
- Raffey Cassidy como Zsófia
- Emma Laird como Audrey
- Jonathan Hyde
- Peter Polycarpou
- Jaymes Butler

## Producción

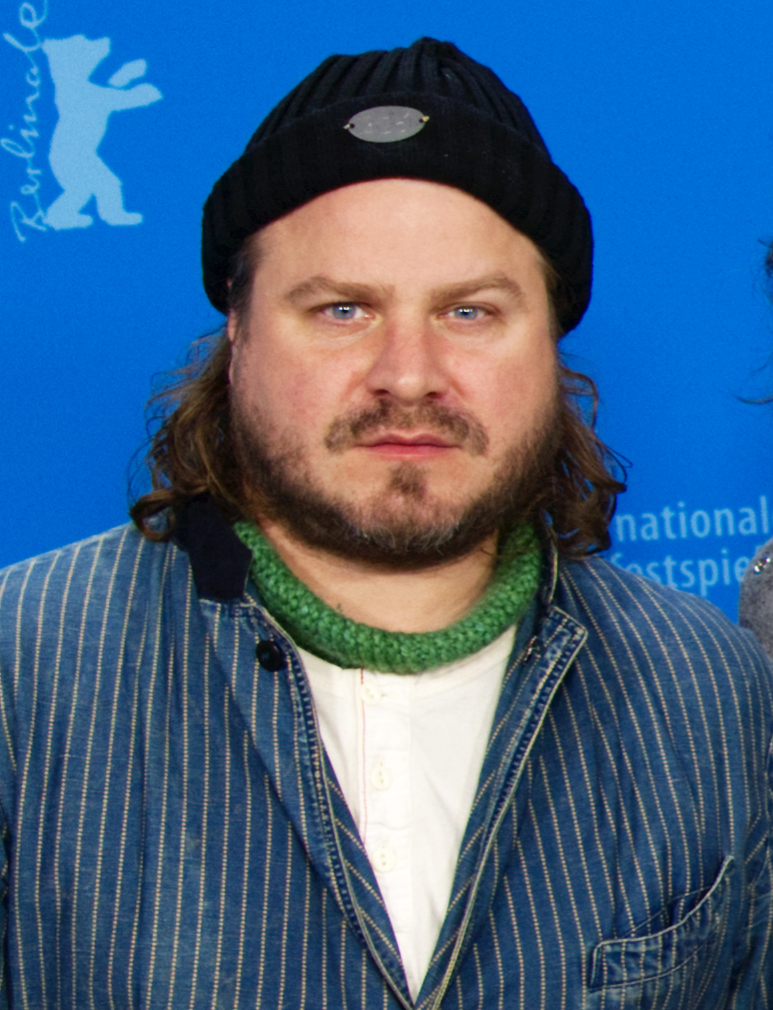
Brady Corbet director y guionista de la película. Su trabajo recibió elogios de la crítica.

### Desarrollo
El 6 de septiembre de 2018, la revista en línea Deadline informó que el director Brady Corbet había elegido The Brutalist como su siguiente proyecto inmediatamente después del estreno de su segundo largometraje, Vox Lux. La Productora Andrew Lauren (ALP), con sede en Nueva York, desarrolló el guion junto a Corbet y financió el filme. Corbet coescribió el guion con su pareja Mona Fastvold, con quien escribió también The Childhood of a Leader (2015) y Vox Lux (2018). La película fue anunciada originalmente como una coproducción entre Andrew Lauren y DJ Gugenheim para ALP, Trevor Matthews y Nick Gordon para Brookstreet Pictures, Three Six Zero de Brian Young, y la compañía polaca Madants, y con producción ejecutiva de Christine Vachon, Pamela Koffler y David Hinojosa de Killer Films.
El 2 de septiembre de 2020, Deadline anunció que Joel Edgerton y Marion Cotillard habían sido elegidos como los protagonistas de la película, interpretando a László Tóth y a Erzsébet Tóth respectivamente, y que Mark Rylance interpretaría al cliente misterioso de László. Sebastian Stan, Vanessa Kirby, Isaach De Bankolé, Alessandro Nivola, Raffey Cassidy y Stacy Martin fueron anunciados también en papeles desconocidos. Corbet describió The Brutalist como "una película que celebra el triunfo de los visionarios más audaces y consumados; nuestros antecesores", y que era el proyecto que más se acercaba a su corazón y a su historia familiar. El rodaje se fijó para que comenzara en Polonia en enero de 2021. Protagonist Pictures presentó el proyecto a los compradores del Festival Internacional de Cine de Toronto de 2020. La película tiene lugar en Filadelfia y contará con partes grabadas en inglés, húngaro, italiano y yiddish.
El 9 de marzo de 2023 se anunció a Lol Crawley como director de fotografía, a Dávid Jancsó como editor y a Kate Forbes como diseñadora de vestuario. Judy Becker, diseñadora de producción, fue anunciada el 11 de abril de 2023. David Blumberg será el compositor de la banda sonora de la película.
El 11 de abril de 2023 se anunció que Adrien Brody, Felicity Jones, Guy Pearce, Joe Alwyn, Jonathan Hyde, Peter Polycarpou y Emma Laird protagonizarían la película, mientras que Edgerton, Cotillard, Rylance, Stan y Kirby ya no estarían vinculados al proyecto. Asimismo, se informó que The Brutalist sería coproducida por las compañías estadounidensers Andrew Lauren Productions y Yellow Bear, junto con Brookstreet e Intake Films, del Reino Unido y junto con Proton Cinema, de Hungría. El filme sería financiado por Brrokstreet UK, Yellow Bear, Lip Sync Productions, Richmond Pictures, Meyohas Studio, Carte Blanche y Cofiloisirs. CAA Media Finance se encargaría de las ventas en Estados Unidos, al mismo tiempo que Protagonist Pictures se haría cargo de las ventas internacionales. Posteriormente, Focus Features adquirió los derechos para la distribución internacional de la película.

### Rodaje
El rodaje fue previsto en un principio para comenzar en 2020, pero fue pospuesto debido a la pandemia por el COVID-19. Un año después, se fijó el rodaje para que empezara en enero de ese año, pero fue nuevamente pospuesto a agosto de 2021, y finalmente a principios de verano de 2022. En una entrevista para el podcast The Sync Reporter del 11 de agosto de 2022, Brady Corbet declaró que el rodaje fue retrasado en varias ocasiones debido a la pandemia, pero que entre las causas se encontraban también embarazos y muertes en las familias del reparto mientras se esperaba a continuar con la filmación.
Después de varios retrasos, el rodaje comenzó al fin en Budapest, el 16 de marzo de 2023. Seguidamente, la producción se trasladó a la ciudad de Carrara en Toscana, el 29 de abril de 2023, y finalizó el 5 de mayo de 2023.
La película fue filmada empleando cámaras VistaVision con la intención de estrenar el filme en 70mm. Corbet declaró que "simplemente la mejor manera que ideé para representar aquella época (los años 50) era filmar con algo que se había diseñado por entonces". Además, la película se presenta en dos actos con un intermedio de 15 minutos.

## Estreno
The Brutalist tuvo su estreno mundial en el 81.º Festival Internacional de Cine de Venecia el 1 de septiembre de 2024, donde compitió por el León de Oro y ganó el León de Plata para Corbet. También se proyectó en el Festival Internacional de Cine de Toronto el 6 de septiembre de 2024. La carrera de festivales de la película también incluyó selecciones para proyecciones en el Festival de Cine de Nueva York de 2024, el 69.º Festival Internacional de Cine de Valladolid y el 31.º Festival de Cine de Austin. Una semana después de su estreno en Venecia, A24 adquirió los derechos de distribución de la película en Estados Unidos por "poco menos de 10 millones de dólares" en lo que se describió como una situación competitiva. Se estrenó en Estados Unidos por A24 el 20 de diciembre de 2024, antes de estrenarse en Reino Unido por Universal Pictures y Focus Features el 24 de enero de 2025.

## Recepción

### Crítica
En el sitio web de recopilación de reseñas Rotten Tomatoes , el 92% de las 199 críticas de los críticos son positivas, con una calificación promedio de 8,8/10. El consenso del sitio web dice: «Estructuralmente hermosa y bañada por la actuación conmovedora de Adrien Brody, la inmaculadamente diseñada The Brutalist del guionista y director Brady Corbet es un imponente tributo a la experiencia de los inmigrantes». Metacritic, que utiliza un promedio ponderado, le asignó a la película una puntuación de 89 sobre 100, basada en 49 críticos, lo que indica «aclamación universal».
La película recibió una reseña de cinco estrellas de Peter Bradshaw de The Guardian, quien la calificó como «una epopeya asombrosa y apasionante». Continuó: «The Brutalist obviamente toma algo de Ayn Rand, pero también de Bernard Malamud y Saul Bellow en su descripción de la aventura de los inmigrantes estadounidenses y la promesa de éxito, pero tal vez Corbet y Fastvold vayan más allá y más rápido en lo vertiginosamente sensual y sexual que es todo». Bradshaw concluyó: «Es una obra electrizante, increíblemente filmada por el director de fotografía Lol Crawley y magníficamente diseñada por Judy Becker. Salí de esta película mareado y eufórico, mareado por la curiosidad ante su monumental inmensidad». En una reseña para Vogue, la cinematografía, la banda sonora, el vestuario y el diseño de producción fueron descritos como «suntuosos», «impresionantemente elegantes» y poseedores de una «ambición asombrosa». Entre las pocas críticas que criticaron la película, incluido Adam Nayman de The Ringer, Richard Brody de The New Yorker, quien la criticó en gran medida por ser superficial, escribió: «La epopeya de Brady Corbet aborda temas importantes, pero no logra infundir a sus personajes la materia de la vida».
En España, la recepción de la película fue también muy positiva. El medio de comunicación mundoCine le otorgó una puntuación de 4.5 sobre 5 estrellas, calificándola como «una obra arquitectónica inolvidable sobre la vida y la muerte».

### Premios y nominaciones
| Premio                                      | Fecha                   | Premio                             | Destinatario(s)                                                          | Resultado | Ref    |
| ------------------------------------------- | ----------------------- | ---------------------------------- | ------------------------------------------------------------------------ | --------- | ------ |
| Festival de Cine de Venecia                 | septiembre de 2024      | León de Oro                        | Brady Corbet                                                             | Nominado  | [ 38 ] |
| Festival de Cine de Venecia                 | septiembre de 2024      | León de Plata                      | Brady Corbet                                                             | Ganador   | [ 39 ] |
| Premios Globo de Oro                        | 5 de enero de 2025      | Mejor película dramática           | The Brutalist                                                            | Ganador   | [ 40 ] |
| Premios Globo de Oro                        | 5 de enero de 2025      | Mejor actor (película)             | Adrien Brody                                                             | Ganador   | [ 40 ] |
| Premios Globo de Oro                        | 5 de enero de 2025      | Mejor actor de reparto (película)  | Guy Pearce                                                               | Nominado  | [ 40 ] |
| Premios Globo de Oro                        | 5 de enero de 2025      | Mejor actriz de reparto (película) | Felicity Jones                                                           | Nominada  | [ 40 ] |
| Premios Globo de Oro                        | 5 de enero de 2025      | Mejor director                     | Brady Corbet                                                             | Ganador   | [ 40 ] |
| Premios Globo de Oro                        | 5 de enero de 2025      | Mejor guion                        | Brady Corbet Mona Fastvold                                               | Nominados | [ 40 ] |
| Premios Globo de Oro                        | 5 de enero de 2025      | Mejor banda sonora                 | Daniel Blumberg                                                          | Nominado  | [ 40 ] |
| AACTA International Awards                  | 17 de febrero se 2025   | Mejor Película                     | The Brutalist                                                            | Pendiente | [ 41 ] |
| AACTA International Awards                  | 17 de febrero se 2025   | Mejor Dirección                    | Brady Corbet                                                             | Pendiente | [ 41 ] |
| AACTA International Awards                  | 17 de febrero se 2025   | Mejor Actor                        | Adrien Brody                                                             | Pendiente | [ 41 ] |
| AACTA International Awards                  | 17 de febrero se 2025   | Mejor Actor de Reparto             | Guy Pearce                                                               | Pendiente | [ 41 ] |
| AACTA International Awards                  | 17 de febrero se 2025   | Mejor Actriz de Reparto            | Felicity Jones                                                           | Pendiente | [ 41 ] |
| AACTA International Awards                  | 17 de febrero se 2025   | Mejor Guion                        | Brady Corbet y Mona Fastvold                                             | Pendiente | [ 41 ] |
| AARP Movies for Grownups Awards             | 23 de febrero de 2025   | Mejor Actor                        | Adrien Brody                                                             | Pendiente | [ 42 ] |
| AARP Movies for Grownups Awards             | 23 de febrero de 2025   | Mejor Actor de Reparto             | Guy Pearce                                                               | Pendiente | [ 42 ] |
| AARP Movies for Grownups Awards             | 23 de febrero de 2025   | Cápsula en el tiempo               | The Brutalist                                                            | Pendiente | [ 42 ] |
| Alliance of Women Film Journalists          | 7 de enero de 2025      | Mejor Película                     | The Brutalist                                                            | Ganadora  | [ 43 ] |
| Alliance of Women Film Journalists          | 7 de enero de 2025      | Mejor Director                     | Brady Corbet                                                             | Nominado  | [ 43 ] |
| Alliance of Women Film Journalists          | 7 de enero de 2025      | Mejor Actor                        | Adrien Brody                                                             | Nominado  | [ 43 ] |
| Alliance of Women Film Journalists          | 7 de enero de 2025      | Mejor Actor de Reparto             | Guy Pearce                                                               | Nominado  | [ 43 ] |
| Alliance of Women Film Journalists          | 7 de enero de 2025      | Mejor Guion Original               | Brady Corbet y Mona Fastvold                                             | Nominado  | [ 43 ] |
| Alliance of Women Film Journalists          | 7 de enero de 2025      | Mejor Fotografía                   | Lol Crawley                                                              | Nominado  | [ 43 ] |
| Alliance of Women Film Journalists          | 7 de enero de 2025      | Mejor Montaje                      | Dávid Jancsó                                                             | Ganador   | [ 43 ] |
| American Film Institute                     | 5 de septiembre de 2024 | Top 10 Películas                   | The Brutalist                                                            | Honrada   |        |
| Premios BAFTA                               | 16 de febrero de 2025   | Mejor Película                     | Brady Corbet y Mona Fastvold                                             | Nominado  | [ 44 ] |
| Premios BAFTA                               | 16 de febrero de 2025   | Mejor Director                     | Brady Corbet                                                             | Ganador   | [ 44 ] |
| Premios BAFTA                               | 16 de febrero de 2025   | Mejor Actor                        | Adrien Brody                                                             | Ganador   | [ 44 ] |
| Premios BAFTA                               | 16 de febrero de 2025   | Mejor Actor de Reparto             | Guy Pearce                                                               | Nominado  | [ 44 ] |
| Premios BAFTA                               | 16 de febrero de 2025   | Mejor Actriz de Reparto            | Felicity Jones                                                           | Nominado  | [ 44 ] |
| Premios BAFTA                               | 16 de febrero de 2025   | Mejor Guion Original               | Brady Corbet y Mona Fastvold                                             | Nominado  | [ 44 ] |
| Premios BAFTA                               | 16 de febrero de 2025   | Mejor Fotografía                   | Lol Crawley                                                              | Ganador   | [ 44 ] |
| Premios BAFTA                               | 16 de febrero de 2025   | Mejor Música Original              | Daniel Blumberg                                                          | Ganador   | [ 44 ] |
| Premios BAFTA                               | 16 de febrero de 2025   | Mejor Diseño de Producción         | Judy Becker y Patricia Cuccia                                            | Nominado  | [ 44 ] |
| British Society of Cinematographers         | 1 de febrero de 2025    | Mejor Fotografía                   | Lol Crawley                                                              | Pendiente | [ 45 ] |
| Camerimage                                  | 23 de noviembre de 2024 | Rana de Oro                        | Lol Crawley                                                              | Nominada  | [ 46 ] |
| Camerimage                                  | 23 de noviembre de 2024 | Rana de Plata                      | Lol Crawley                                                              | Ganadora  | [ 47 ] |
| Capri Hollywood International Film Festival | 2 de enero de 2025      | Mejor Actor                        | Adrien Brody                                                             | Honrado   | [ 48 ] |
| Capri Hollywood International Film Festival | 2 de enero de 2025      | Mejor Fotografía                   | Lol Crawley                                                              | Honrado   | [ 48 ] |
| Capri Hollywood International Film Festival | 2 de enero de 2025      | Mejor Banda Sonora                 | Daniel Blumberg                                                          | Honrado   | [ 48 ] |
| Satellite Awards                            | 26 de enero se 2025     | Mejor Película- Drama              | The Brutalist                                                            | Pendiente | [ 49 ] |
| Satellite Awards                            | 26 de enero se 2025     | Mejor Director                     | Brady Corbet                                                             | Pendiente | [ 49 ] |
| Satellite Awards                            | 26 de enero se 2025     | Mejor Actor- Drama                 | Adrien Brody                                                             | Pendiente | [ 49 ] |
| Satellite Awards                            | 26 de enero se 2025     | Mejor Actor de Reparto             | Guy Pearce                                                               | Pendiente | [ 49 ] |
| Satellite Awards                            | 26 de enero se 2025     | Mejor Actriz de Reparto            | Felicity Jones                                                           | Pendiente | [ 49 ] |
| Satellite Awards                            | 26 de enero se 2025     | Mejor Guion Original               | Brady Corbet and Mona Fastvold                                           | Pendiente | [ 49 ] |
| Satellite Awards                            | 26 de enero se 2025     | Mejor Fotografía                   | Lol Crawley                                                              | Pendiente | [ 49 ] |
| Satellite Awards                            | 26 de enero se 2025     | Mejor Montaje                      | Dávid Jancsó                                                             | Pendiente | [ 49 ] |
| Satellite Awards                            | 26 de enero se 2025     | Mejor Diseño de Producción         | Judy Becker, Patricia Cuccia and Mercédesz Nagyváradi                    | Pendiente | [ 49 ] |
| Satellite Awards                            | 26 de enero se 2025     | Mejor Banda Sonora                 | Daniel Blumberg                                                          | Pendiente | [ 49 ] |
| Screen Actors Guild Awards                  | 23 de febrero de 2025   | Mejor Actor en Papel Principal     | Adrien Brody                                                             | Pendiente | [ 50 ] |
| Premios Óscar                               | 2 de marzo de 2025      | Mejor película                     | Brady Corbet, D.J. Gugenheim, Nick Gordon, Andrew Morrison y Brian Young | Nominada  | [ 51 ] |
| Premios Óscar                               | 2 de marzo de 2025      | Mejor director                     | Brady Corbet                                                             | Nominado  | [ 51 ] |
| Premios Óscar                               | 2 de marzo de 2025      | Mejor actor                        | Adrien Brody                                                             | Ganador   | [ 51 ] |
| Premios Óscar                               | 2 de marzo de 2025      | Mejor actor de reparto             | Guy Pearce                                                               | Nominado  | [ 51 ] |
| Premios Óscar                               | 2 de marzo de 2025      | Mejor actriz de reparto            | Felicity Jones                                                           | Nominada  | [ 51 ] |
| Premios Óscar                               | 2 de marzo de 2025      | Mejor guion original               | Brady Corbet y Mona Fastvold                                             | Nominados | [ 51 ] |
| Premios Óscar                               | 2 de marzo de 2025      | Mejor fotografía                   | Lol Crawley                                                              | Ganador   | [ 51 ] |
| Premios Óscar                               | 2 de marzo de 2025      | Mejor banda sonora                 | Daniel Blumberg                                                          | Ganador   | [ 51 ] |
| Premios Óscar                               | 2 de marzo de 2025      | Mejor diseño de producción         | Judy Becker y Patricia Cuccia                                            | Nominados | [ 51 ] |
| Premios Óscar                               | 2 de marzo de 2025      | Mejor montaje                      | Dávid Jancsó                                                             | Nominado  | [ 51 ] |